# Tiểu Hưng An

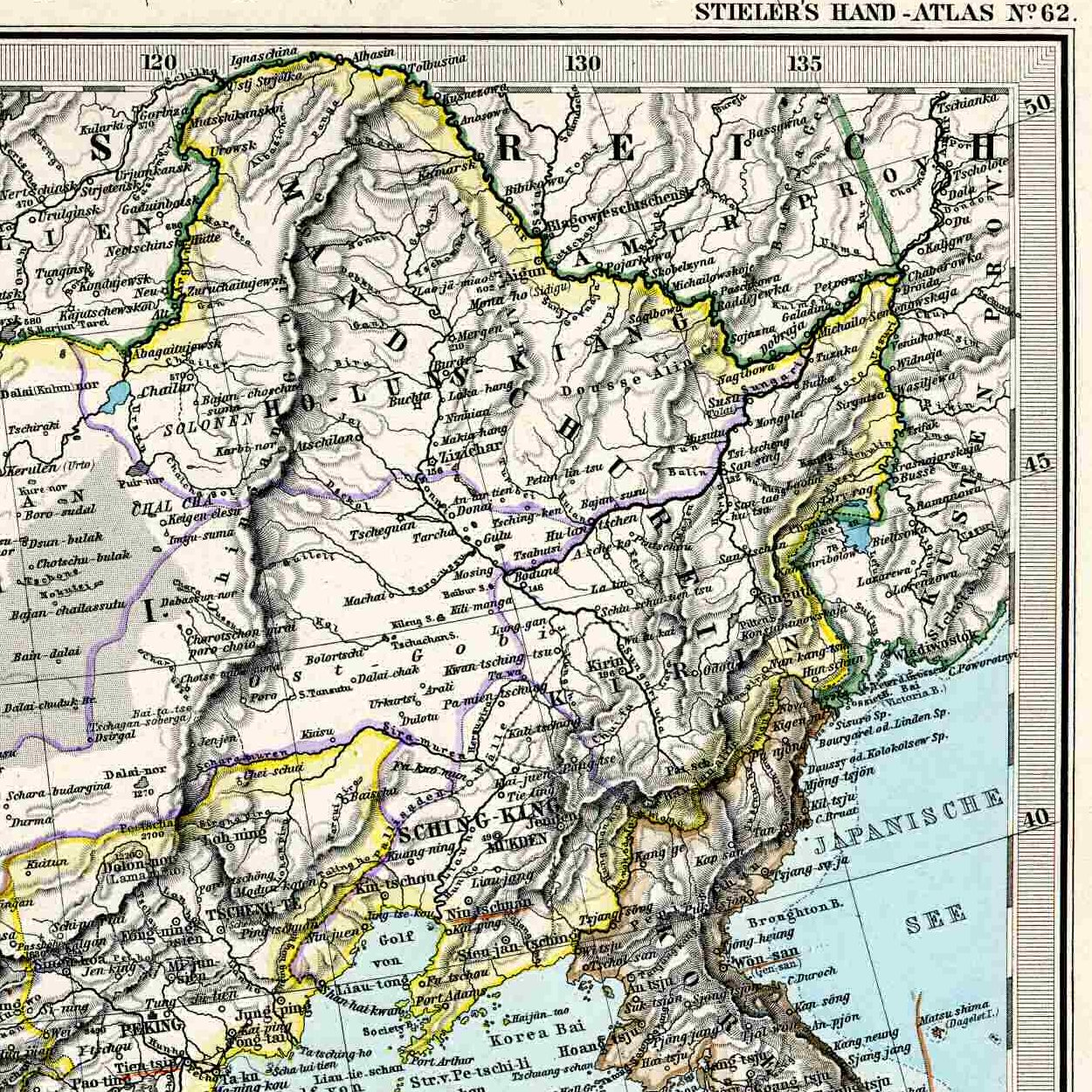
Phần thuộc Trung Quốc của Tiểu Hưng An Lĩnh, được đánh dấu bằng tên tiếng Mãn (chuyển tự tiếng Đức), Iljehari-Alin trên một bản đồ năm 1891

Dãy núi Tiểu Hưng An hay Tiểu Hưng An Lĩnh (小兴安岭), nằm ở phía bắc tỉnh Hắc Long Giang, Trung Quốc và một phần tỉnh Amur cùng tỉnh tự trị Do Thái của Nga. Tiểu Hưng An gồm các ngọn núi thấp, chủ yếu là các ngọn đồi, dài chừng 400 km, có hướng tây bắc-đông nam, các đỉnh cao trung bình từ 600–1000 m, đỉnh cao nhất là 1.429 m trên mực nước biển.
Phần phía bắc của Tiểu Hưng An Lĩnh nâng lên thành cao nguyên, phía nam là khối núi đứt gãy, do đá hoa cương, đá biến chất cấu thành. Phía tây bắc là Hắc Long Giang, giáp với Đại Hưng An, phía nam giáp với đồng bằng Tùng Nộn. Tổng diện tích của dãy núi là 130.000 km², các ngọn núi thấp là khoảng 37%, đồi là 53%, các gò nhỏ là 10%. Độ cao 500-800 mét so với mực nước biển. Dãy núi là đường phân thủy của Hắc Long Giang và Tùng Hoa Giang. Thế núi vừa phải, bắc thấp nam cao, Y Xuân gần đó có Đại Quản Sơn cao 1203 mét. Địa mạo có sự khác biệt đáng kể, dốc núi phía nam có thể tròn thoải, thủy hệ kéo dài, dốc phía bắc cao hiểm trở, như một cái thang, thủy hệ ngắn. Phía bắc là các cao nguyên đồi, bề mặt là đá Glutenite, chủ yếu là đá bazan, có nhiều thung lũng sông suối rộng, phía nam là vùng đồi thấp, có nhiều hơn nền đá hoa cương, các thung lũng sông suối có hình chữ "V". Các lưu vực sông chủ yếu của Tiểu Hưng An Lĩnh thuộc về hệ thống sông của Hắc Long Giang như Tốn Biệt Lạp, Triêm Hà, Ô Vân Hà và hệ thống sông Tùng Hoa như Hô Lan Hà, Thang Vượng Hà.
Tiểu Hưng An Lĩnh có phạm vi từ 46°28′ đến 49°21′độ vĩ bắc và từ 127°42′ đến 130°14′ độ kinh Đông，khí hậu ông đới đại lục với mùa đông dài và lạnh còn một hè ấm áp những ngắn. Tài nguyên lâm nghiệp phong phú, là một trong những khu vực rừng chính tại Trung Quốc, ngoài ra còn giàu về tài nguyên động vật và khoáng sản.